# Formule 1 v roce 1978
Sezóna Formule 1 1978 byla 29. sezónou Mistrovství světa Formule 1, závodní série pořádané pod hlavičkou Mezinárodní automobilové federace (FIA). Sezóna zahrnovala 16. mistrovských a 1 nemistrovský závod. Mistrovství světa se konalo mezi 15. lednem a 8. říjnem.
Mario Andretti vyhrál mistrovství světa jezdců za tým JPS-Lotus, čímž zůstává posledním americkým jezdcem, který dokázal vyhrát mistrovství světa. Jeho vítězství při Grand Prix Nizozemska je pro americké jezdce zároveň posledním vítězstvím v závodě Formule 1. Ronnie Peterson získal druhé místo v mistrovství jezdců posmrtně, zemřel na zdravotní komplikace po nehodě v Monze během Grand Prix Itálie. Lotus také naposledy vyhrál pohár mezi konstruktéry Formule 1.
Obhájci titulu Niki Lauda a Ferrari se rozešli koncem roku 1977 a obě strany se snažily zopakovat úspěchy, které si užívaly v předchozích sezónách. Carlos Reutemann skončil třetí v šampionátu s Ferrari, zatímco Lauda skončil čtvrtý s Brabhamem. Kromě Petersonovy smrti došlo v sezóně k další tragédii, kdy Petersonův švédský krajan Gunnar Nilsson zemřel na rakovinu, když byl kvůli nemoci nucen po předchozí sezóně přerušit kariéru.

## Týmy a jezdci
| Účastník                                           | Konstruktér        | Šasi                   | Motor                                 | Pneumatiky | Číslo | Jezdci                | Závody         |
| -------------------------------------------------- | ------------------ | ---------------------- | ------------------------------------- | ---------- | ----- | --------------------- | -------------- |
| Parmalat Racing Team                               | Brabham-Alfa Romeo | BT45C BT46 BT46B BT46C | Alfa Romeo 115-12 3,0 F12             | G          | 1     | Niki Lauda            | Vše            |
| Parmalat Racing Team                               | Brabham-Alfa Romeo | BT45C BT46 BT46B BT46C | Alfa Romeo 115-12 3,0 F12             | G          | 2     | John Watson           | Vše            |
| Parmalat Racing Team                               | Brabham-Alfa Romeo | BT45C BT46 BT46B BT46C | Alfa Romeo 115-12 3,0 F12             | G          | 66    | Nelson Piquet         | 16             |
| First National CIty Elf Team Tyrrell               | Tyrrell-Ford       | 008                    | Ford Cosworth DFV 3,0 V8              | G          | 3     | Didier Pironi         | Vše            |
| First National CIty Elf Team Tyrrell               | Tyrrell-Ford       | 008                    | Ford Cosworth DFV 3,0 V8              | G          | 4     | Patrick Depailler     | Vše            |
| John Player Team Lotus                             | Lotus-Ford         | 78 79                  | Ford Cosworth DFV 3,0 V8              | G          | 5     | Mario Andretti        | Vše            |
| John Player Team Lotus                             | Lotus-Ford         | 78 79                  | Ford Cosworth DFV 3,0 V8              | G          | 6     | Ronnie Peterson       | 1–14           |
| John Player Team Lotus                             | Lotus-Ford         | 78 79                  | Ford Cosworth DFV 3,0 V8              | G          | 55    | Jean-Pierre Jarier    | 15–16          |
| Marlboro Team McLaren Löwenbräu Team McLaren       | McLaren-Ford       | M26                    | Ford Cosworth DFV 3,0 V8              | G          | 7     | James Hunt            | Vše            |
| Marlboro Team McLaren Löwenbräu Team McLaren       | McLaren-Ford       | M26                    | Ford Cosworth DFV 3,0 V8              | G          | 8     | Patrick Tambay        | 1–5, 7–16      |
| Marlboro Team McLaren Löwenbräu Team McLaren       | McLaren-Ford       | M26                    | Ford Cosworth DFV 3,0 V8              | G          | 33    | Bruno Giacomelli      | 6, 9–10, 13–14 |
| ATS Racing Team F&S Properties ATS Racing Team     | ATS-Ford           | HS1 D1                 | Ford Cosworth DFV 3,0 V8              | G          | 9     | Jochen Mass           | 1–13           |
| ATS Racing Team F&S Properties ATS Racing Team     | ATS-Ford           | HS1 D1                 | Ford Cosworth DFV 3,0 V8              | G          | 9     | Michael Bleekemolen   | 14–16          |
| ATS Racing Team F&S Properties ATS Racing Team     | ATS-Ford           | HS1 D1                 | Ford Cosworth DFV 3,0 V8              | G          | 10    | Jean-Pierre Jarier    | 1–5, 11        |
| ATS Racing Team F&S Properties ATS Racing Team     | ATS-Ford           | HS1 D1                 | Ford Cosworth DFV 3,0 V8              | G          | 10    | Alberto Colombo       | 6–7            |
| ATS Racing Team F&S Properties ATS Racing Team     | ATS-Ford           | HS1 D1                 | Ford Cosworth DFV 3,0 V8              | G          | 10    | Keke Rosberg          | 8–10, 15–16    |
| ATS Racing Team F&S Properties ATS Racing Team     | ATS-Ford           | HS1 D1                 | Ford Cosworth DFV 3,0 V8              | G          | 10    | Hans Binder           | 12             |
| ATS Racing Team F&S Properties ATS Racing Team     | ATS-Ford           | HS1 D1                 | Ford Cosworth DFV 3,0 V8              | G          | 10    | Michael Bleekemolen   | 13             |
| ATS Racing Team F&S Properties ATS Racing Team     | ATS-Ford           | HS1 D1                 | Ford Cosworth DFV 3,0 V8              | G          | 10    | Harald Ertl           | 14             |
| Scuderia Ferrari SpA SEFAC                         | Ferrari            | 312T2 312T3            | Ferrari 015 3,0 F12                   | M          | 11    | Carlos Reutemann      | Vše            |
| Scuderia Ferrari SpA SEFAC                         | Ferrari            | 312T2 312T3            | Ferrari 015 3,0 F12                   | M          | 12    | Gilles Villeneuve     | Vše            |
| Fittipaldi Automotive                              | Fittipaldi-Ford    | F5A                    | Ford Cosworth DFV 3,0 V8              | G          | 14    | Emerson Fittipaldi    | Vše            |
| Équipe Renault Elf                                 | Renault Elf        | RS01                   | Renault-Gordini EF1 1,5 V6 t          | M          | 15    | Jean-Pierre Jabouille | 3–16           |
| Villiger Shadow                                    | Shadow-Ford        | DN8 DN9                | Ford Cosworth DFV 3,0 V8              | G          | 16    | Hans-Joachim Stuck    | Vše            |
| Villiger Shadow                                    | Shadow-Ford        | DN8 DN9                | Ford Cosworth DFV 3,0 V8              | G          | 17    | Clay Regazzoni        | Vše            |
| Durex Team Surtees Beta Team Surtees               | Surtees-Ford       | TS19 TS20              | Ford Cosworth DFV 3,0 V8              | G          | 18    | Rupert Keegan         | 1–13           |
| Durex Team Surtees Beta Team Surtees               | Surtees-Ford       | TS19 TS20              | Ford Cosworth DFV 3,0 V8              | G          | 18    | "Gimax"               | 14             |
| Durex Team Surtees Beta Team Surtees               | Surtees-Ford       | TS19 TS20              | Ford Cosworth DFV 3,0 V8              | G          | 18    | René Arnoux           | 15–16          |
| Durex Team Surtees Beta Team Surtees               | Surtees-Ford       | TS19 TS20              | Ford Cosworth DFV 3,0 V8              | G          | 19    | Vittorio Brambilla    | 1–14           |
| Durex Team Surtees Beta Team Surtees               | Surtees-Ford       | TS19 TS20              | Ford Cosworth DFV 3,0 V8              | G          | 19    | Beppe Gabbiani        | 15–16          |
| Walter Wolf Racing                                 | Wolf-Ford          | WR1 WR3 WR5 WR6        | Ford Cosworth DFV 3,0 V8              | G          | 20    | Jody Scheckter        | Vše            |
| Walter Wolf Racing                                 | Wolf-Ford          | WR1 WR3 WR5 WR6        | Ford Cosworth DFV 3,0 V8              | G          | 21    | Bobby Rahal           | 15–16          |
| Team Tissot Ensign                                 | Ensign-Ford        | N177                   | Ford Cosworth DFV 3,0 V8              | G          | 22    | Danny Ongais          | 1–2            |
| Team Tissot Ensign                                 | Ensign-Ford        | N177                   | Ford Cosworth DFV 3,0 V8              | G          | 22    | Lamberto Leoni        | 3–4            |
| Team Tissot Ensign                                 | Ensign-Ford        | N177                   | Ford Cosworth DFV 3,0 V8              | G          | 22    | Jacky Ickx            | 5–8            |
| Team Tissot Ensign                                 | Ensign-Ford        | N177                   | Ford Cosworth DFV 3,0 V8              | G          | 22    | Derek Daly            | 9–10, 12–16    |
| Team Tissot Ensign                                 | Ensign-Ford        | N177                   | Ford Cosworth DFV 3,0 V8              | G          | 22    | Nelson Piquet         | 11             |
| Team Tissot Ensign                                 | Ensign-Ford        | N177                   | Ford Cosworth DFV 3,0 V8              | G          | 23    | Lamberto Leoni        | 1–2            |
| Team Tissot Ensign                                 | Ensign-Ford        | N177                   | Ford Cosworth DFV 3,0 V8              | G          | 23    | Bernard de Dryver     | 6              |
| Team Tissot Ensign                                 | Ensign-Ford        | N177                   | Ford Cosworth DFV 3,0 V8              | G          | 23    | Brett Lunger          | 15             |
| Mario Deliotti Racing                              | Ensign-Ford        | N175                   | Ford Cosworth DFV 3,0 V8              | G          | 23    | Geoff Lees            | 10             |
| Sachs Racing                                       | Ensign-Ford        | N177                   | Ford Cosworth DFV 3,0 V8              | G          | 23    | Harald Ertl           | 11–14          |
| Olympus Cameras with Hesketh Racing                | Hesketh-Ford       | 308E                   | Ford Cosworth DFV 3,0 V8              | G          | 24    | Divina Galica         | 1–2            |
| Olympus Cameras with Hesketh Racing                | Hesketh-Ford       | 308E                   | Ford Cosworth DFV 3,0 V8              | G          | 24    | Eddie Cheever         | 3              |
| Olympus Cameras with Hesketh Racing                | Hesketh-Ford       | 308E                   | Ford Cosworth DFV 3,0 V8              | G          | 24    | Derek Daly            | 4–6            |
| Team Rebaque                                       | Lotus-Ford         | 78                     | Ford Cosworth DFV 3,0 V8              | G          | 25    | Héctor Rebaque        | Vše            |
| Ligier Gitanes                                     | Ligier-Matra       | JS7 JS7/9 JS9          | Matra MS76 3,0 V12 Matra MS78 3,0 V12 | G          | 26    | Jacques Laffite       | Vše            |
| Williams Grand Prix Engineering                    | Williams-Ford      | FW06                   | Ford Cosworth DFV 3,0 V8              | G          | 27    | Alan Jones            | Vše            |
| Centro Asegurador F1                               | McLaren-Ford       | M25/M23                | Ford Cosworth DFV 3,0 V8              | G          | 28    | Emilio de Villota     | 7              |
| Patrick Nève                                       | March-Ford         | 781S                   | Ford Cosworth DFV 3,0 V8              | G          | 29    | Patrick Nève          | 6              |
| BS Fabrications Liggett Group with BS Fabrications | McLaren-Ford       | M23 M26                | Ford Cosworth DFV 3,0 V8              | G          | 29    | Nelson Piquet         | 12–14          |
| BS Fabrications Liggett Group with BS Fabrications | McLaren-Ford       | M23 M26                | Ford Cosworth DFV 3,0 V8              | G          | 30    | Brett Lunger          | 1–14           |
| Automobiles Martini                                | Martini-Ford       | MK23                   | Ford Cosworth DFV 3,0 V8              | G          | 31    | René Arnoux           | 3, 5–6, 9–13   |
| Theodore Racing Hong Kong                          | Theodore-Ford      | TR1                    | Ford Cosworth DFV 3,0 V8              | G          | 32    | Eddie Cheever         | 1–2            |
| Theodore Racing Hong Kong                          | Theodore-Ford      | TR1                    | Ford Cosworth DFV 3,0 V8              | G          | 32    | Keke Rosberg          | 3–7            |
| Theodore Racing Hong Kong                          | Wolf-Ford          | WR3 WR4                | Ford Cosworth DFV 3,0 V8              | G          | 32    | Keke Rosberg          | 11–14          |
| Team Merzario                                      | Merzario-Ford      | A1                     | Ford Cosworth DFV 3,0 V8              | G          | 34    | Alberto Colombo       | 14             |
| Team Merzario                                      | Merzario-Ford      | A1                     | Ford Cosworth DFV 3,0 V8              | G          | 37    | Arturo Merzario       | Vše            |
| Arrows Racing Team Warsteiner Arrows Racing Team   | Arrows-Ford        | FA1 A1                 | Ford Cosworth DFV 3,0 V8              | G          | 35    | Riccardo Patrese      | 3–14, 16       |
| Arrows Racing Team Warsteiner Arrows Racing Team   | Arrows-Ford        | FA1 A1                 | Ford Cosworth DFV 3,0 V8              | G          | 36    | Riccardo Patrese      | 2              |
| Arrows Racing Team Warsteiner Arrows Racing Team   | Arrows-Ford        | FA1 A1                 | Ford Cosworth DFV 3,0 V8              | G          | 36    | Rolf Stommelen        | 3–16           |
| Interscope Racing                                  | Shadow-Ford        | DN9                    | Ford Cosworth DFV 3,0 V8              | G          | 39    | Danny Ongais          | 4, 13          |
| Melchester Racing                                  | McLaren-Ford       | M23                    | Ford Cosworth DFV 3,0 V8              | G          | 40    | Tony Trimmer          | 10             |

### Změny před sezónou
- Úřadující šampion Niki Lauda se s Ferrari rozešel před koncem sezóny [[Formule 1 v roce {{{1}}}|{{{1}}}]].[5] Gilles Villeneuve ho nahradil v jeho domácím závodě a zůstal pro sezónu 1978.[6][7]
- Lauda nahradil Hanse-Joachima Stucka v Brabhamu, který se následně přesunul do Shadow. Připojil by se k Alanu Jonesovi, ale ten podepsal novou smlouvu s Williamsem. Williams používal své první vlastnoručně vyrobené šasi pro rok 1978.
- Clay Regazzoni přestoupil do Shadow z týmu Ensign, zatímco jeho týmový kolega Patrick Tambay v roce 1977 podepsal smlouvu s McLarenem.[8] To znamenalo, že tým Ensign musel najít dva nové jezdce a našel Dannyho Ongaise ze složeného týmu Penske[9] a nezkušeného Lamberta Leoniho. Bývalý jezdec McLarenu Jochen Mass našel místo u týmu ATS, postaveného na pozůstatcích týmů Penske a March.
- Ronnie Peterson překvapivě přešel k Lotusu[10] a nahradil svého kolegu Švéda Gunnara Nilssona. Petersonovo místo u Tyrrellu obsadil debutant Didier Pironi. Nilsson podepsal smlouvu s novým týmem Arrows, ale kvůli diagnostikované rakovině varlat odešel ještě před sezónou. Bývalý jezdec Shadow Riccardo Patrese[11] a veterán Rolf Stommelen nakonec závodili za Arrows.
- Tři týmy (kromě výše zmíněného Williamsu a Arrows) debutovaly s vlastním šasi: Martini, Merzario a Theodore. Tým BRM skončil po sezóně 1977.

### Změny během sezóny
- Debut Eddieho Cheevera v týmu Theodore se ukázal jako předběžný a vrátil se do Formule 2. Jeho místo zaujal budoucí šampion Keke Rosberg, dokud nepřestoupil k ATS. Když Theodore vyřadil své vlastnoručně vyrobené šasi ve prospěch soukromého šasi od Wolf, Rosberg se vrátil, ale sezónu ukončil s ATS.
- Bruno Giacomelli řídil třetí vůz McLarenu, kdykoli to jeho závodní kalendář dovolil. V roce 1978 se totiž stal mistrem světa Formule 2.
- Hesketh Racing skončil po šesti závodech.
- Když tým Martini skončil tři závody před koncem sezóny, našel jejich jezdec René Arnoux nové působení u Surtees.
- Po startu Grand Prix Itálie se James Hunt snažil vyhnout Riccardu Patresemu a srazil se s Ronniem Petersonem. V následném boji havarovalo dalších osm jezdců, Petersonův Lotus najel tvrdě do svodidel a začal hořet. Peterson byl vytažen z vraku s lehkými popáleninami, ale těžkými zraněními nohou.[12] Tu noc mu byla v nemocnici diagnostikována tuková embolie a následné selhání ledvin pro něj bylo smrtelné. Při nehodě byl Vittorio Brambilla zasažen pneumatikou do hlavy a zůstal v bezvědomí ve svém voze. Uzdravil se a o rok později se vrátil do Formule 1. Jean-Pierre Jarier zaujal místo v Lotusu a Beppe Gabbiani zaskočil v Surtees.
- Nelson Piquet vstoupil do posledního závodu sezóny ve třetím voze Brabhamu před svým celosezónním debutem v roce 1979.

## Kalendář
| Pořadí | Grand Prix                       | Okruh                                    | Datum        |
| ------ | -------------------------------- | ---------------------------------------- | ------------ |
| 1      | Grand Prix Argentiny             | Autodromo de Buenos Aires, Buenos Aires  | 15. leden    |
| 2      | Grand Prix Brazílie              | Jacarepaguá, Rio de Janeiro              | 29. leden    |
| 3      | Grand Prix Jihoafrické republiky | Kyalami Grand Prix Circuit, Midrand      | 4. březen    |
| 4      | Grand Prix USA Západ             | Long Beach Street Circuit, Kalifornie    | 2. duben     |
| 5      | Grand Prix Monaka                | Circuit de Monaco, Monte Carlo           | 7. květen    |
| 6      | Grand Prix Belgie                | Zolder, Heusden-Zolder                   | 21. červen   |
| 7      | Grand Prix Španělska             | Circuito Permanente Del Jarama, Madrid   | 4. červen    |
| 8      | Grand Prix Švédska               | Scandinavian Raceway, Anderstorp         | 17. červen   |
| 9      | Grand Prix Francie               | Paul Ricard Circuit, Le Castellet        | 2. červenec  |
| 10     | Grand Prix Velké Británie        | Brands Hatch, Kent                       | 16. červenec |
| 11     | Grand Prix Německa               | Hockenheimring, Hockenheim               | 30. červenec |
| 12     | Grand Prix Rakouska              | Österreichring, Spielberg                | 13. srpen    |
| 13     | Grand Prix Nizozemska            | Circuit Zandvoort, Zandvoort             | 27. srpen    |
| 14     | Grand Prix Itálie                | Autodromo Nazionale di Monza, Monza      | 10. září     |
| 15     | Grand Prix USA                   | Watkins Glen Grand Prix Course, New York | 1. říjen     |
| 16     | Grand Prix Kanady                | le Notre-Dame Circuit, Montréal          | 8. říjen     |

### Změny v kalendáři
- Grand Prix Brazílie byla pro rok 1978 přesunuta z okruhu Interlagos v São Paulu do Jacarepaguá v Rio de Janeiru.
- Grand Prix Španělska byla přesunuta ze začátku května na začátek června.
- Grand Prix Francie byla přesunuta z Dijon-Prenois na okruh Paula Ricarda v souladu s uspořádáním sdílení událostí mezi těmito dvěma okruhy. Stejně tak byla Grand Prix Velké Británie přesunuta ze Silverstone na Brands Hatch.
- Grand Prix Kanady byla přesunuta z Mosport Parku na Île Notre-Dame Circuit kvůli bezpečnosti trati a organizačním problémům s kopcovitou tratí Mosport Park.
- Grand Prix Japonska byla původně naplánována na 16. dubna na Suzuka Circuit poté, co byla smlouva okruhu Fudži zrušena, ale nakonec byla z bezpečnostních a finančních důvodů zrušena.[13]

## Výsledky a pořadí

### Grands Prix
| Pořadí | Grand Prix                       | Pole position      | Nejrychlejší kolo  | Vítěz závodu      | Vítězný tým        | Výsledky |
| ------ | -------------------------------- | ------------------ | ------------------ | ----------------- | ------------------ | -------- |
| 1      | Grand Prix Argentiny             | Mario Andretti     | Gilles Villeneuve  | Mario Andretti    | Lotus-Ford         | Výsledky |
| 2      | Grand Prix Brazílie              | Ronnie Peterson    | Carlos Reutemann   | Carlos Reutemann  | Ferrari            | Výsledky |
| 3      | Grand Prix Jihoafrické republiky | Niki Lauda         | Mario Andretti     | Ronnie Peterson   | Lotus-Ford         | Výsledky |
| 4      | Grand Prix USA Západ             | Carlos Reutemann   | Alan Jones         | Carlos Reutemann  | Ferrari            | Výsledky |
| 5      | Grand Prix Monaka                | Carlos Reutemann   | Niki Lauda         | Patrick Depailler | Tyrrell-Ford       | Výsledky |
| 6      | Grand Prix Belgie                | Mario Andretti     | Ronnie Peterson    | Mario Andretti    | Lotus-Ford         | Výsledky |
| 7      | Grand Prix Španělska             | Mario Andretti     | Mario Andretti     | Mario Andretti    | Lotus-Ford         | Výsledky |
| 8      | Grand Prix Švédska               | Mario Andretti     | Niki Lauda         | Niki Lauda        | Brabham-Alfa Romeo | Výsledky |
| 9      | Grand Prix Francie               | John Watson        | Carlos Reutemann   | Mario Andretti    | Lotus-Ford         | Výsledky |
| 10     | Grand Prix Velké Británie        | Ronnie Peterson    | Niki Lauda         | Carlos Reutemann  | Ferrari            | Výsledky |
| 11     | Grand Prix Německa               | Mario Andretti     | Ronnie Peterson    | Mario Andretti    | Lotus-Ford         | Výsledky |
| 12     | Grand Prix Rakouska              | Ronnie Peterson    | Ronnie Peterson    | Ronnie Peterson   | Lotus-Ford         | Výsledky |
| 13     | Grand Prix Nizozemska            | Mario Andretti     | Niki Lauda         | Mario Andretti    | Lotus-Ford         | Výsledky |
| 14     | Grand Prix Itálie                | Mario Andretti     | Mario Andretti     | Niki Lauda        | Brabham-Alfa Romeo | Výsledky |
| 15     | Grand Prix USA                   | Mario Andretti     | Jean-Pierre Jarier | Carlos Reutemann  | Ferrari            | Výsledky |
| 16     | Grand Prix Kanady                | Jean-Pierre Jarier | Alan Jones         | Gilles Villeneuve | Ferrari            | Výsledky |

### Bodový systém
Body získalo šest nejlepších klasifikovaných jezdců. Mezinárodní pohár konstruktérů započítával pouze body jezdce s nejvyšším umístěním v každém závodě. Pro Mistrovství i Pohár se počítalo sedm nejlepších výsledků z kol 1-8 a sedm nejlepších výsledků z kol 9-16.
Čísla bez závorek jsou mistrovské body a čísla v závorkách představují celkový počet získaných bodů. Body byly udělovány v následujícím systému:
| Umístění | 1. | 2. | 3. | 4. | 5. | 6. |
| -------- | -- | -- | -- | -- | -- | -- |
| Body     | 9  | 6  | 4  | 3  | 2  | 1  |
| Zdroj:   |    |    |    |    |    |    |

### Pořadí jedzců
| Poř. | Jezdec                | ARG | BRA | RSA | USW  | MON  | BEL  | ESP  | SWE | FRA | GBR | GER  | AUT  | NED  | ITA  | USA | CAN | Body |
| ---- | --------------------- | --- | --- | --- | ---- | ---- | ---- | ---- | --- | --- | --- | ---- | ---- | ---- | ---- | --- | --- | ---- |
| 1    | Mario Andretti        | 1   | 4   | 7   | 2    | 11   | 1    | 1    | Ret | 1   | Ret | 1    | Ret  | 1    | 6    | Ret | 10  | 64   |
| 2    | Ronnie Peterson       | 5   | Ret | 1   | 4    | Ret  | 2    | 2    | 3   | 2   | Ret | Ret  | 1    | 2    | Ret  |     |     | 51   |
| 3    | Carlos Reutemann      | 7   | 1   | Ret | 1    | 8    | 3    | Ret  | 10  | 18  | 1   | Ret  | DSQ  | 7    | 3    | 1   | 3   | 48   |
| 4    | Niki Lauda            | 2   | 3   | Ret | Ret  | 2    | Ret  | Ret  | 1   | Ret | 2   | Ret  | Ret  | 3    | 1    | Ret | Ret | 44   |
| 5    | Patrick Depailler     | 3   | Ret | 2   | 3    | 1    | Ret  | Ret  | Ret | Ret | 4   | Ret  | 2    | Ret  | 11   | Ret | 5   | 34   |
| 6    | John Watson           | Ret | 8   | 3   | Ret  | 4    | Ret  | 5    | Ret | 4   | 3   | 7    | 7    | 4    | 2    | Ret | Ret | 25   |
| 7    | Jody Scheckter        | 10  | Ret | Ret | Ret  | 3    | Ret  | 4    | Ret | 6   | Ret | 2    | Ret  | 12   | 12   | 3   | 2   | 24   |
| 8    | Jacques Laffite       | 16  | 9   | 5   | 5    | Ret  | 5    | 3    | 7   | 7   | 10  | 3    | 5    | 8    | 4    | 11  | Ret | 19   |
| 9    | Gilles Villeneuve     | 8   | Ret | Ret | Ret  | Ret  | 4    | 10   | 9   | 12  | Ret | 8    | 3    | 6    | 7    | Ret | 1   | 17   |
| =    | Emerson Fittipaldi    | 9   | 2   | Ret | 8    | 9    | Ret  | Ret  | 6   | Ret | Ret | 4    | 4    | 5    | 8    | 5   | Ret | 17   |
| 11   | Alan Jones            | Ret | 11  | 4   | 7    | Ret  | 10   | 8    | Ret | 5   | Ret | Ret  | Ret  | Ret  | 13   | 2   | 9   | 11   |
| =    | Riccardo Patrese      |     | 10  | Ret | 6    | 6    | Ret  | Ret  | 2   | 8   | Ret | 9    | Ret  | Ret  | Ret  |     | 4   | 11   |
| 13   | James Hunt            | 4   | Ret | Ret | Ret  | Ret  | Ret  | 6    | 8   | 3   | Ret | DSQ  | Ret  | 10   | Ret  | 7   | Ret | 8    |
| =    | Patrick Tambay        | 6   | Ret | Ret | 12   | 7    |      | Ret  | 4   | 9   | 6   | Ret  | Ret  | 9    | 5    | 6   | 8   | 8    |
| 15   | Didier Pironi         | 14  | 6   | 6   | Ret  | 5    | 6    | 12   | Ret | 10  | Ret | 5    | Ret  | Ret  | Ret  | 10  | 7   | 7    |
| 16   | Clay Regazzoni        | 15  | 5   | DNQ | 10   | DNQ  | Ret  | 15   | 5   | Ret | Ret | DNQ  | NC   | DNQ  | NC   | 14  | DNQ | 4    |
| 17   | Jean-Pierre Jabouille |     |     | Ret | Ret  | 10   | NC   | 13   | Ret | Ret | Ret | Ret  | Ret  | Ret  | Ret  | 4   | 12  | 3    |
| 18   | Hans-Joachim Stuck    | 17  | Ret | DNQ | DNS  | Ret  | Ret  | Ret  | 11  | 11  | 5   | Ret  | Ret  | Ret  | Ret  | Ret | Ret | 2    |
| 19   | Héctor Rebaque        | DNQ | Ret | 10  | DNPQ | DNPQ | DNPQ | Ret  | 12  | DNQ | Ret | 6    | Ret  | 11   | DNQ  | Ret | DNQ | 1    |
| =    | Vittorio Brambilla    | 18  | DNQ | 12  | Ret  | DNQ  | 13   | 7    | Ret | 17  | 9   | Ret  | 6    | DSQ  | Ret  |     |     | 1    |
| =    | Derek Daly            |     |     |     | DNPQ | DNPQ | DNQ  |      |     | DNQ | Ret |      | DSQ  | Ret  | 10   | 8   | 6   | 1    |
| —    | Brett Lunger          | 13  | Ret | 11  | DNQ  | DNPQ | 7    | DNQ  | DNQ | Ret | 8   | DNPQ | 8    | Ret  | Ret  | 13  |     | 0    |
| —    | Bruno Giacomelli      |     |     |     |      |      | 8    |      |     | Ret | 7   |      |      | Ret  | 14   |     |     | 0    |
| —    | Jochen Mass           | 11  | 7   | Ret | Ret  | DNQ  | 11   | 9    | 13  | 13  | NC  | Ret  | DNQ  | DNQ  |      |     |     | 0    |
| —    | Jean-Pierre Jarier    | 12  | DNS | 8   | 11   | DNQ  |      |      |     |     |     | DNQ  |      |      |      | 15  | Ret | 0    |
| —    | René Arnoux           |     |     | DNQ |      | DNPQ | 9    |      |     | 14  |     | DNPQ | 9    | Ret  |      | 9   | Ret | 0    |
| —    | Rolf Stommelen        |     |     | 9   | 9    | Ret  | Ret  | 14   | 14  | 15  | DNQ | DSQ  | DNPQ | DNPQ | DNPQ | 16  | DNQ | 0    |
| —    | Nelson Piquet         |     |     |     |      |      |      |      |     |     |     | Ret  | Ret  | Ret  | 9    |     | 11  | 0    |
| —    | Keke Rosberg          |     |     | Ret | DNPQ | DNPQ | DNQ  | DNPQ | 15  | 16  | Ret | 10   | NC   | Ret  | DNPQ | Ret | NC  | 0    |
| —    | Rupert Keegan         | Ret | Ret | Ret | DNS  | Ret  | DNQ  | 11   | DNQ | Ret | DNQ | DNQ  | DNQ  | DNS  |      |     |     | 0    |
| —    | Harald Ertl           |     |     |     |      |      |      |      |     |     |     | 11   | Ret  | DNPQ | DNQ  |     |     | 0    |
| —    | Jacky Ickx            |     |     |     |      | Ret  | 12   | Ret  | DNQ |     |     |      |      |      |      |     |     | 0    |
| —    | Bobby Rahal           |     |     |     |      |      |      |      |     |     |     |      |      |      |      | 12  | Ret | 0    |
| —    | Arturo Merzario       | Ret | DNQ | Ret | Ret  | DNPQ | DNPQ | DNQ  | NC  | DNQ | Ret | DNQ  | DNQ  | Ret  | Ret  | Ret | DNQ | 0    |
| —    | Lamberto Leoni        | Ret | DNS | DNQ | DNQ  |      |      |      |     |     |     |      |      |      |      |     |     | 0    |
| —    | Danny Ongais          | Ret | Ret |     | DNPQ |      |      |      |     |     |     |      |      | DNPQ |      |     |     | 0    |
| —    | Michael Bleekemolen   |     |     |     |      |      |      |      |     |     |     |      |      | DNQ  | DNQ  | Ret | DNQ | 0    |
| —    | Eddie Cheever         | DNQ | DNQ | Ret |      |      |      |      |     |     |     |      |      |      |      |     |     | 0    |
| —    | Alberto Colombo       |     |     |     |      |      | DNQ  | DNQ  |     |     |     |      |      |      | DNPQ |     |     | 0    |
| —    | Divina Galica         | DNQ | DNQ |     |      |      |      |      |     |     |     |      |      |      |      |     |     | 0    |
| —    | Beppe Gabbiani        |     |     |     |      |      |      |      |     |     |     |      |      |      |      | DNQ | DNQ | 0    |
| —    | Emilio de Villota     |     |     |     |      |      |      | DNQ  |     |     |     |      |      |      |      |     |     | 0    |
| —    | Geoff Lees            |     |     |     |      |      |      |      |     |     | DNQ |      |      |      |      |     |     | 0    |
| —    | Tony Trimmer          |     |     |     |      |      |      |      |     |     | DNQ |      |      |      |      |     |     | 0    |
| —    | Hans Binder           |     |     |     |      |      |      |      |     |     |     |      | DNQ  |      |      |     |     | 0    |
| —    | Gimax                 |     |     |     |      |      |      |      |     |     |     |      |      |      | DNQ  |     |     | 0    |
| —    | Patrick Nève          |     |     |     |      |      | DNP  |      |     |     |     |      |      |      |      |     |     | 0    |
| —    | Bernard de Dryver     |     |     |     |      |      | DNP  |      |     |     |     |      |      |      |      |     |     | 0    |
| Poř. | Jezdec                | ARG | BRA | RSA | USW  | MON  | BEL  | ESP  | SWE | FRA | GBR | GER  | AUT  | NED  | ITA  | USA | CAN | Body |

| Legenda k tabulce | Legenda k tabulce                                                                       |
| Barva             | Výsledek                                                                                |
| ----------------- | --------------------------------------------------------------------------------------- |
| Zlatá             | Vítěz                                                                                   |
| Stříbrná          | 2. místo                                                                                |
| Bronzová          | 3. místo                                                                                |
| Zelená            | Bodované umístění                                                                       |
| Modrá             | Nebodované umístění                                                                     |
| Modrá             | Dokončil neklasifikován (NC)                                                            |
| Fialová           | Odstoupil (Ret)                                                                         |
| Červená           | Nekvalifikoval se (DNQ)                                                                 |
| Červená           | Nepředkvalifikoval se (DNPQ)                                                            |
| Černá             | Diskvalifikován (DSQ)                                                                   |
| Bílá              | Nestartoval (DNS)                                                                       |
| Bílá              | Závod zrušen (C)                                                                        |
| Světle modrá      | Pouze trénoval (PO)                                                                     |
| Světle modrá      | Páteční testovací jezdec (TD)                                                           |
| Bez barvy         | Netrénoval (DNP)                                                                        |
| Bez barvy         | Vyřazen (EX)                                                                            |
| Bez barvy         | Nepřijel (DNA)                                                                          |
| Bez barvy         | Odvolal účast (WD)                                                                      |
| Bez barvy         | Nezúčastnil se (prázdné)                                                                |
| Označení          | Význam                                                                                  |
| Tučnost           | Pole position                                                                           |
| Kurzíva           | Nejrychlejší kolo                                                                       |
| †                 | Jezdec nedojel do cíle, ale byl klasifikován, protože odjel více než 90 % délky závodu. |
| ‡                 | Byl udělován poloviční počet bodů, protože bylo odjeto méně než 75 % délky závodu.      |
| Horní index       | Umístění bodujících jezdců ve sprintu                                                   |

### Pořadí konstruktérů
| Poř. | Konstruktér        | ARG | BRA | RSA | USW  | MON  | BEL  | ESP  | SWE | FRA | GBR | GER  | AUT | NED | ITA | USA | CAN | Body |
| ---- | ------------------ | --- | --- | --- | ---- | ---- | ---- | ---- | --- | --- | --- | ---- | --- | --- | --- | --- | --- | ---- |
| 1    | Lotus-Ford         | 1   | 4   | 1   | 2    | 11   | 1    | 1    | 3   | 1   | Ret | 1    | 1   | 1   | 6   | 15  | 10  | 86   |
| 2    | Ferrari            | 7   | 1   | Ret | 1    | 8    | 3    | 10   | 9   | 12  | 1   | 8    | 3   | 6   | 3   | 1   | 1   | 58   |
| 3    | Brabham-Alfa Romeo | 2   | 3   | 3   | Ret  | 2    | Ret  | 5    | 1   | 4   | 2   | 7    | 7   | 3   | 1   | Ret | 11  | 53   |
| 4    | Tyrrell-Ford       | 3   | 6   | 2   | 3    | 1    | 6    | 12   | Ret | 10  | 4   | 5    | 2   | Ret | 11  | 10  | 5   | 38   |
| 5    | Wolf-Ford          | 10  | Ret | Ret | Ret  | 3    | Ret  | 4    | Ret | 6   | Ret | 2    | NC  | 12  | 12  | 3   | 2   | 24   |
| 6    | Ligier-Matra       | 16  | 9   | 5   | 5    | Ret  | 5    | 3    | 7   | 7   | 10  | 3    | 5   | 8   | 4   | 11  | Ret | 19   |
| 7    | Fittipaldi-Ford    | 9   | 2   | Ret | 8    | 9    | Ret  | Ret  | 6   | Ret | Ret | 4    | 4   | 5   | 8   | 5   | Ret | 17   |
| 8    | McLaren-Ford       | 4   | Ret | 11  | 12   | 7    | 7    | 6    | 4   | 3   | 6   | Ret  | 8   | 9   | 5   | 6   | 8   | 15   |
| 9    | Williams-Ford      | Ret | 11  | 4   | 7    | Ret  | 10   | 8    | Ret | 5   | Ret | Ret  | Ret | Ret | 13  | 2   | 9   | 11   |
| =    | Arrows-Ford        |     | 10  | 9   | 6    | 6    | Ret  | 14   | 2   | 8   | Ret | 9    | Ret | Ret | Ret | 16  | 4   | 11   |
| 11   | Shadow-Ford        | 15  | 5   | DNQ | 10   | Ret  | Ret  | 15   | 5   | 11  | 5   | Ret  | NC  | Ret | NC  | 14  | Ret | 6    |
| 12   | Renault            |     |     | Ret | Ret  | 10   | NC   | 13   | Ret | Ret | Ret | Ret  | Ret | Ret | Ret | 4   | 12  | 3    |
| 13   | Surtees-Ford       | 18  | Ret | 12  | Ret  | Ret  | 13   | 7    | Ret | 17  | 9   | Ret  | 6   | DSQ | Ret | 9   | Ret | 1    |
| =    | Ensign-Ford        | Ret | Ret | DNQ | DNQ  | Ret  | 12   | Ret  | DNQ | DNQ | Ret | 11   | Ret | Ret | 10  | 8   | 6   | 1    |
| —    | ATS-Ford           | 11  | 7   | 8   | 11   | DNQ  | 11   | 9    | 13  | 13  | NC  | Ret  | DNQ | DNQ | DNQ | Ret | NC  | 0    |
| —    | Martini-Ford       |     |     | DNQ |      | DNPQ | 9    | WD   |     | 14  | WD  | DNPQ | 9   | Ret |     |     |     | 0    |
| —    | Merzario-Ford      | Ret | DNQ | Ret | Ret  | DNPQ | DNPQ | DNQ  | NC  | DNQ | Ret | DNQ  | DNQ | Ret | Ret | Ret | DNQ | 0    |
| —    | Theodore-Ford      | DNQ | DNQ | Ret | DNPQ | DNPQ | DNQ  | DNPQ |     |     |     |      |     |     |     |     |     | 0    |
| —    | Hesketh-Ford       | DNQ | DNQ | Ret | DNPQ | DNPQ | DNQ  |      |     |     |     |      |     |     |     |     |     | 0    |
| —    | March-Ford         |     |     |     |      |      | DNP  |      |     |     |     |      |     |     |     |     |     | 0    |
| Poř. | Konstruktér        | ARG | BRA | RSA | USW  | MON  | BEL  | ESP  | SWE | FRA | GBR | GER  | AUT | NED | ITA | USA | CAN | Body |

| Legenda k tabulce | Legenda k tabulce                                                                       |
| Barva             | Výsledek                                                                                |
| ----------------- | --------------------------------------------------------------------------------------- |
| Zlatá             | Vítěz                                                                                   |
| Stříbrná          | 2. místo                                                                                |
| Bronzová          | 3. místo                                                                                |
| Zelená            | Bodované umístění                                                                       |
| Modrá             | Nebodované umístění                                                                     |
| Modrá             | Dokončil neklasifikován (NC)                                                            |
| Fialová           | Odstoupil (Ret)                                                                         |
| Červená           | Nekvalifikoval se (DNQ)                                                                 |
| Červená           | Nepředkvalifikoval se (DNPQ)                                                            |
| Černá             | Diskvalifikován (DSQ)                                                                   |
| Bílá              | Nestartoval (DNS)                                                                       |
| Bílá              | Závod zrušen (C)                                                                        |
| Světle modrá      | Pouze trénoval (PO)                                                                     |
| Světle modrá      | Páteční testovací jezdec (TD)                                                           |
| Bez barvy         | Netrénoval (DNP)                                                                        |
| Bez barvy         | Vyřazen (EX)                                                                            |
| Bez barvy         | Nepřijel (DNA)                                                                          |
| Bez barvy         | Odvolal účast (WD)                                                                      |
| Bez barvy         | Nezúčastnil se (prázdné)                                                                |
| Označení          | Význam                                                                                  |
| Tučnost           | Pole position                                                                           |
| Kurzíva           | Nejrychlejší kolo                                                                       |
| †                 | Jezdec nedojel do cíle, ale byl klasifikován, protože odjel více než 90 % délky závodu. |
| ‡                 | Byl udělován poloviční počet bodů, protože bylo odjeto méně než 75 % délky závodu.      |
| Horní index       | Umístění bodujících jezdců ve sprintu                                                   |

Oficiální výsledky FIA pro Mezinárodní pohár konstruktérů F1 1978 uváděly pozice jako (1) JPS-Lotus (2) Ferrari (3) Brabham-Alfa (4) Elf-Tyrrell (5) Wolf (6) Ligier-Matra (7) Copersucar (8) McLaren (9) Williams & Arrows (11) Shadow (12) Renault (13) Surtees & Ensign.

## Nemistrovské závody
V roce 1978 se konal jediný nemistrovský závod Formule 1: BRDC International Trophy, který se konal na Silverstone. Bylo to naposledy, kdy se tato událost jela podle pravidel Formule 1. Závod vyhrál budoucí mistr světa Keke Rosberg, který jel teprve ve svém druhém závodě Formule 1.
| Závod                         | Okruh       | Datum      | Vítěz závodu | Vítězný konstruktér |
| ----------------------------- | ----------- | ---------- | ------------ | ------------------- |
| XXX BRDC International Trophy | Silverstone | 19. březen | Keke Rosberg | Theodore-Cosworth   |